# Anopheles junlianensis
Anopheles junlianensis är en tvåvingeart som beskrevs av Si Peng Lei 1996. Anopheles junlianensis ingår i släktet Anopheles och familjen stickmyggor.
Artens utbredningsområde är Sichuan (Kina). Inga underarter finns listade i Catalogue of Life.